# Зеподень (комуна)
Зеподень, Зеподені (рум. Zăpodeni) — комуна у повіті Васлуй в Румунії. До складу комуни входять такі села (дані про населення за 2002 рік):
- Бутукерія (197 осіб)
- Деля (262 особи)
- Добрословешть (394 особи)
- Зеподень (1639 осіб) — адміністративний центр комуни
- Мекрешть (181 особа)
- Портарі (727 осіб)
- Тележна (415 осіб)
- Унчешть (228 осіб)
- Чофень (175 осіб)

Комуна розташована на відстані 283 км на північний схід від Бухареста, 12 км на північний захід від Васлуя, 46 км на південь від Ясс, 149 км на північ від Галаца.

## Населення
За даними перепису населення 2002 року у комуні проживали 4218 осіб, усі — румуни. Усі жителі комуни рідною мовою назвали румунську.
Склад населення комуни за віросповіданням:
| Релігія       | Кількість осіб | Відсоток |
| ------------- | -------------- | -------- |
| православні   | 4206           | 99,7%    |
| римо-католики | 7              | 0,2%     |
| бретрени      | 4              | 0,1%     |
| баптисти      | 1              | < 0,1%   |